# Bueng Kan
Bueng Kan (Thai บึงกาฬ) ist eine Kleinstadt (เทศบาลตำบลบึงกาฬ) in der thailändischen Provinz Bueng Kan. Sie ist die Hauptstadt des Landkreises (Amphoe) Mueang Bueng Kan und der Provinz.

## Geographie
Die Provinz Bueng Kan liegt in der Nordostregion Thailands, dem Isan.
Die Stadt Bueng Kan liegt am Westufer des Mekong, gegenüber der zu Laos gehörenden Stadt Pakxan der Provinz Bolikhamsai. Die Provinzhauptstadt liegt an der Kreuzung der Nationalstraße 212 und der Nationalstraße 222. Die Entfernung zur Landeshauptstadt Bangkok beträgt fast 750 Kilometer. 
Die wichtigste Wasserressource der Provinz ist der Mekong.
Im Jahr 2010 hatte die Kleinstadt Bueng Kan 4734 Einwohner.

## Wirtschaft
Die Wirtschaft basiert auf der Kultivierung von Parakautschuk und dem Tourismus.

## Persönlichkeiten
- Nethithorn Kaewcharoen (* 2001), Fußballspieler
- Phuwadol Pholsongkram (* 2002), Fußballspieler
- Natthaphong Chantawong (* 2003), Fußballspieler